# ارنست اشماختنبرگ
ارنست اشماختنبرگ (به آلمانی: Ernst Schmachtenberg) (زاده ۲۶ آوریل ۱۹۵۲ آخن، آلمان) استاد و رئیس سابق (تا تاریخ ۲۰۱۸٫۰۷٫۳۱) دانشگاه ار.و.ت. ها آخن است.